# Central Nuclear Comanche Peak

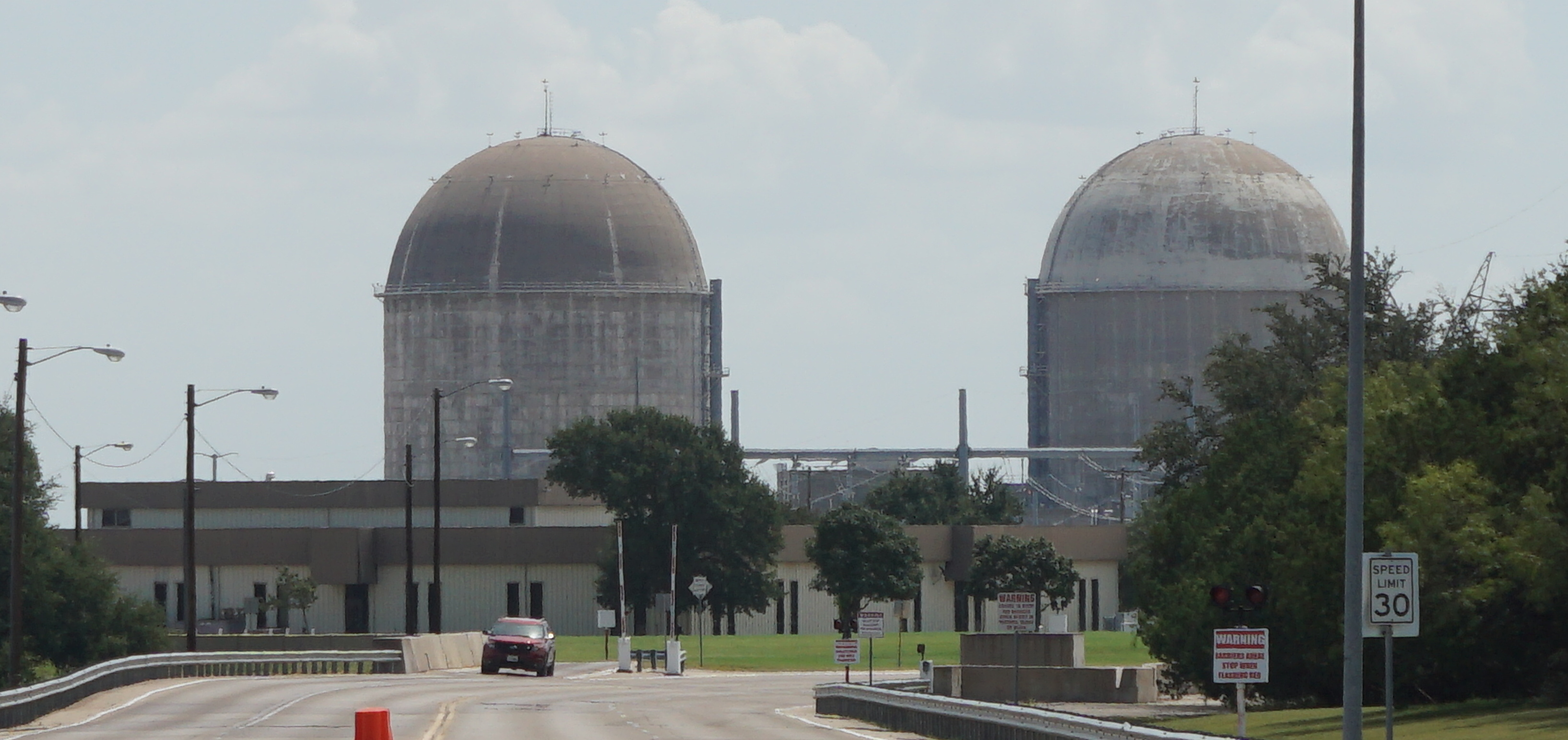
Vista principal de la planta

La Central Nuclear Comanche Peak está situada en el Condado de Somervell, Texas.  Depende del cercano embalse de Squaw Creek para su agua de refrigeración. La planta da ocupación a 1300 personas. 
La construcción de los dos reactores de agua a presión de Westinghouse empezó en 1974. 
La Unidad 1, clasificada para 1.084 MW, entró en funcionamiento el 17 de abril de 1990. La Unidad  2, de 1.124 MW, le siguió el 6 de abril de 1993. Con datos a  2006, la Unidad 2 fue el penúltimo reactor en entrar en funcionamiento en los Estados Unidos, seguido solo por Watts Bar 1.  